# Mục Xuân

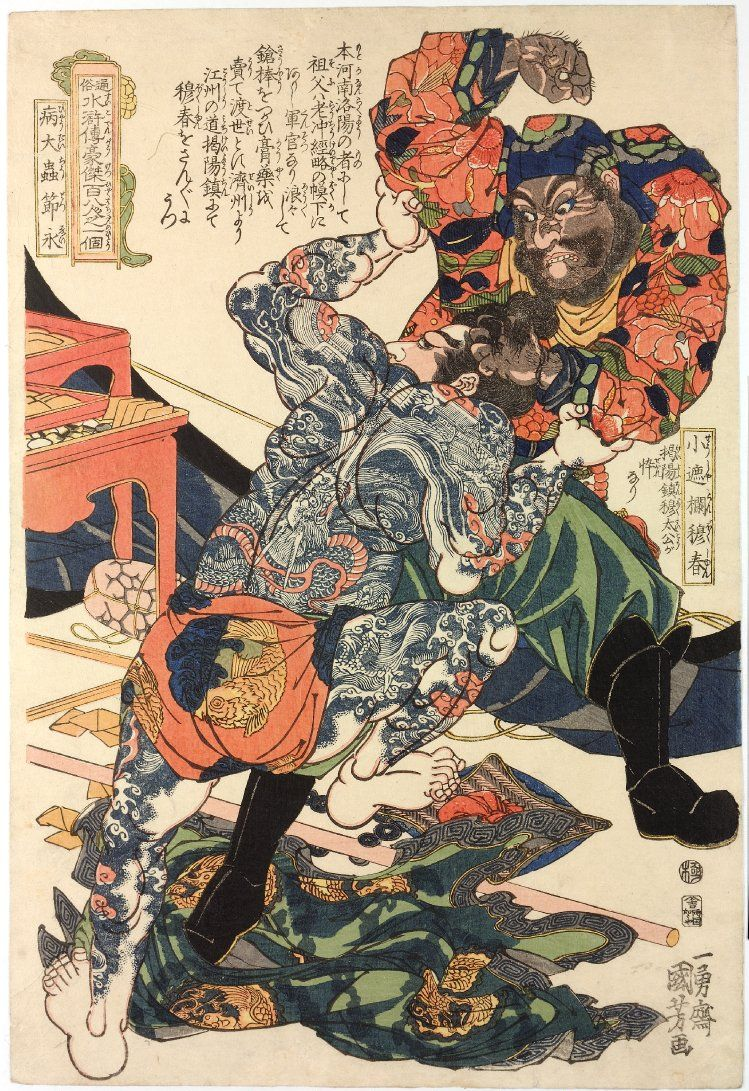
Hồi 36 - Tiết Vĩnh (trên, mặc áo) đánh Mục Xuân (dưới, cởi áo xăm mình) tại bến Yết Dương

Mục Xuân (穆弘) là một nhân vật hư cấu trong tiểu thuyết cổ điển Trung Hoa Thủy hử. Ông là vị anh hùng đứng thứ 80 trong 108 anh hùng Lương Sơn Bạc, có biệt hiệu Tiểu Già Lan (Che giấu chút ít). Ông là em trai của Mục Hoằng.

## Xuất thân
Hai anh em Mục Xuân có một gia trang lớn ở trấn Yết Dương. Mục gia trang là một trong Tam bá ở trấn đó. Mục Xuân tinh thông võ nghệ, thường sử dụng một cây đao.

## Gặp Tống Giang
Khi Tống Giang phạm tội, bị đày sang Giang Châu (nay là Giang Tây), có đi qua Yết Dương cùng với hai công sai áp giải. Tại trấn này ông gặp Tiết Vĩnh đang mãi võ kiếm ăn. Do không ra mắt anh em họ Mục nên Mục Xuân cấm dân chúng cho tiền. Người dân vì sợ uy thế anh em họ Mục nên không ai cho Tiết Vĩnh một đồng nào. Tống Giang có tiền trong túi, bỏ qua lệnh cấm của Mục Xuân, cho Tiết Vĩnh năm lạng bạc. Mục Xuân thấy vậy liền gây sự toan đánh Tống Giang, bị Tiết Vĩnh đánh cho thua phải bỏ chạy về.
Mục Xuân bị thua liền hạ lệnh cho tất cả các nhà trong trấn không ai được chứa Tống Giang ở trọ qua đêm, rồi về nhà thông báo với Mục Hoằng, cho người lùng bắt Tiết Vĩnh. Tống Giang đi tìm chỗ nghỉ nhờ không may lại lọt vào Mục gia trang, gặp đúng lúc Mục Xuân tức giận quay về liền cùng hai công sai bỏ trốn. Bị anh em họ Mục truy đuổi, ba người ra đến bờ sông. Họ lên thuyền qua sông thì suýt mất mạng trong tay Trương Hoành. May sao có bọn Lý Tuấn đến kịp cứu được. Lý Tuấn, Trương Hoành đưa Tống Giang trở lại Mục gia trang. Biết được người mình vừa truy đuổi chính là Tống Công Minh, anh em họ Mục rất vui mừng.

## Gia nhập Lương Sơn Bạc
Sau này khi các hảo hán Lương Sơn cướp pháp trường Giang Châu cứu Tống Giang và Đới Tung, anh em Mục Hoằng cùng với anh em họ Trương, anh em học Đồng, Lý Tuấn, Lý Lập, Tiết Vĩnh đến ứng cứu. Sau khi cướp pháp trường thành công, anh em họ Mục gia nhập Lương Sơn Bạc. Lúc phân định ngôi thứ, Mục Xuân giữ chức Tướng hiệu bộ quân.

## Sau khi chiêu an
Sau khi nghĩa quân Lương Sơn Bạc nhận chiêu an của triều đình, Mục Xuân cùng các hảo hán tham gia các chiến dịch bình Liêu và các đám quân nổi loạn. Trong chiến dịch đánh Phương Lạp, sáu anh hùng bị ốm tại Hàng Châu và Mục Xuân ở lại chăm sóc họ. Mục Hoằng không qua khỏi, mất sau đó. Mục Xuân buồn bã quay về, nhận được tước hiệu Vũ dịch lang để tưởng thưởng nhưng ông từ chối, trở về quê hương làm dân thường.

## Trong Đãng Khấu Chí
Tại hồi 29, đại quân Lương Sơn mang quân đến cứu Thanh Vân Sơn, trong khi các đầu lĩnh khác đang tấn công đồi Chính Nhất; Ngô Dụng lệnh cho Dương Chí, Mục Xuân, Tiết Vĩnh dẫn ba ngàn lính chốt ở cửa thôn đề phòng quân cứu viện của ba trang Quy Hóa. Quân Lương Sơn vây đánh hai ngày, nhưng trên đồi Chính Nhất phòng thủ nghiêm ngặt, không sao công hạ nổi. Bỗng phía đông nam có tiếng pháo nổ rền, biết là có cứu binh, quân trên đồi Chính Nhất bắn pháo hiệu, tức thì 1 vạn hai ngàn hương binh từ 3 trang ùn ùn kéo ra cổng thôn; quân trên đồi cũng đánh thốc xuống. Dương Chí, Mục Xuân, Tiết Vĩnh cùng ba ngàn lính bị vây chặt. Tiết Vĩnh bị Sa Chí Nhân và Miễn Dĩ Tín vây đánh, song thương cùng đâm, Dương Chí vội đến cứu thì Tiết Vĩnh đã trúng thương ngã ngựa. Mục Xuân hoảng hốt, thiết xoa của Vân Sinh mạnh quá, họ Mục chống đỡ không nổi, lại bị đồng nhân của Lan Sinh đánh vào mạn sườn, Mục Xuân lên chầu trời. Dương Chí cũng bị thương thoi thóp, may được viện quân cứu ra.